# Huna bar Jehoschua
Rab Huna bar Jehoschua war ein gelehrter und vermögender babylonischer Amoräer der fünften Generation und lebte und wirkte gegen Ende des vierten nachchristlichen Jahrhunderts.
Er war, wie der ihm befreundete Papa, ein Schüler Rawas und Abajes.
Nach Rawas Tod wurde Rab Papa das Haupt der Akademie in Naresch und bestimmte Huna zum „Vorsitzenden der Gelehrtenversammlung“.
Huna, der angeblich nie vier Ellen ohne Kopfbedeckung ging, war auch in der Medizin bewandert.